# هارديب سينغ نيجار
هارديب سينغ نيجار (11 أكتوبر 1977 - 18 يونيو 2023) زعيم انفصالي سيخي كندي انخرط في حركة خاليستان، التي تدعو إلى إنشاء دولة سيخية مستقلة في ولاية البنجاب الشمالية عن الهند، اغتيال هارديب بإطلاق الرصاص في بريتيش كولومبيا في يونيو 2023 الأمر الذي أدى إلى أزمة دبلوماسية وتوترت العلاقات بين الهندية وكندا، على اثر توجه رئيس الوزراء الكندي جاستن ترودو اتهماً للحكومة الهندية بمقتل زعيم بارز للسيخ خارج معبد في كولومبيا البريطانية، ونفت وزارة الخارجية الهندية تورطها في عملية القتل، وهو ما أدي إلى طرد متبادل لدبلوماسيين اثنين من كلا البلدين.
هاجر هارديب سينغ نيجار إلى كندا في منتصف التسعينيات. نظرت منظمات السيخ إلى باعتباره ناشطًا في مجال حقوق الإنسان، في حين اتهمته الحكومة الهندية بأنه مجرم وإرهابي تابع لقوة خاليستان النمر المتشددة، وطلبت اعتقاله. ورفض النجار وأنصاره هذه المزاعم، قائلين إنه يدعو إلى الوسائل السلمية لإنشاء خليستان. اكتسب هارديب شهرة واسعة عام 2019، عندما أصبح زعيمًا لمعبد غورودوارا في ساري، كولومبيا البريطانية، وأصبح من دعاة انفصال السيخ. ارتبط أيضًا هارديب سينغ نيجار بجماعة السيخ من أجل العدالة (SFJ)، وقاد حملة استفتاء خاليستان 2020 التابعة للجماعة.

## نشأته والهجرة إلى كندا
يعود هارديب سينغ نيجار في الأصل من قرية في جالاندهار، البنجاب، وهاجر إلى كندا في منتصف التسعينيات، تم اعتقال نيجار في الهند وسط حملة قمع ضد التمرد المسلح في البنجاب عام 1995. وصل نيجار إلى كندا في 10 فبراير 1997، مستخدمًا جواز سفر مزورًا عرفه باسم "رافي شارما"، وقدم طلب لجوء. وأشار في شهادته تحت القسم إلى أن شقيقه وأبيه وعمه قد اعتقلوا جميعاً، وأنه هو نفسه تعرض للتعذيب على يد الشرطة. تم رفض ادعائه، حيث اعتقد المسؤولون أن وثائقه ملفقة جزئيًا؛ اشتبه المسؤولون في أن الرسالة، التي يُفترض أنها كتبها طبيب هندي وتشهد على تعذيبه، كانت مزورة. وكتبت اللجنة أنها "لا تعتقد أن الشرطة اعتقلت المدعي وأنه تعرض للتعذيب على يد الشرطة".
وبعد أحد عشر يومًا من رفض طلبه، تزوج نيجار من امرأة كفلت هجرته. وأشار المسؤولون إلى أن المرأة وصلت إلى كندا عام 1997، وتزوجت من رجل آخر، ما اعتبرته زواج صورياً، استأنف نيجار هذا الحكم لكنه خسر في عام 2001 ، سُمح له في النهاية بالدخول إلى كندا. ووفقاً لمارك ميلر، وزير الهجرة واللاجئين والمواطنة الكندي، أصبح نيجار مواطناً كندياً في 25 مايو 2007.